# European Football League 2012
La European Football League 2012 è la XXVI edizione del massimo torneo europeo per club di football americano. La sua finale è detta Eurobowl XXVI.

## Squadre partecipanti
| Club                     | Città                     | Stadio                                | Sponsor ufficiale | Risultato nella stagione 2011                       |
| ------------------------ | ------------------------- | ------------------------------------- | ----------------- | --------------------------------------------------- |
| Badalona Dracs           | Badalona                  | Estadio Pomar                         |                   | Prima fase EFL; vicecampioni di Spagna              |
| Berlin Adler             | Berlino                   | Friedrich-Ludwig-Jahn-Sportpark       |                   | Finalisti EFL; quarti di finale GFL                 |
| Calanda Broncos          | Landquart                 | Stadion Ringstrasse                   |                   | Quarti di finale EFL; campioni di Svizzera          |
| Danube Dragons           | Vienna                    | Stadion Stadlau                       |                   | Quarti di finale EFL; Semifinalisti AFL             |
| Flash de La Courneuve    | La Courneuve              | Stade Géo André                       |                   | Campioni di Francia                                 |
| Graz Giants              | Graz                      | Stadion Eggenberg                     | JCL               | Semifinalisti EFL; semifinalisti AFL                |
| Helsinki Wolverines      | Helsinki                  | ISS Stadium (Vantaa)                  |                   | Campioni di Finlandia                               |
| L'Hospitalet Pioners     | L'Hospitalet de Llobregat | Complex Esportiu de l'Hospitalet Nord |                   | Prima fase EFL; campioni di Spagna                  |
| London Blitz             | Londra                    | Finsbury Park Stadium                 |                   | Vincitori della EFAF Cup; campioni di Gran Bretagna |
| Panthers Parma           | Parma                     | Stadio XXV Aprile                     |                   | Prima fase EFL; campioni d'Italia                   |
| Prague Panthers          | Praga                     |                                       |                   | Prima fase EFL; vicecampioni della Repubblica Ceca  |
| Schwäbisch Hall Unicorns | Schwäbisch Hall           | Hagenbachstadion                      |                   | Campioni di Germania                                |
| Tirol Raiders            | Innsbruck                 | Tivoli-Neu Stadion                    | Swarco            | Campioni d'Europa; campioni d'Austria               |
| Vienna Vikings           | Vienna                    | Hohe Warte Stadion                    | Raiffeisen        | Semifinalisti EFL; vicecampioni d'Austria           |

### Squadre ammesse di diritto ai playoff
- Tirol Raiders
- Graz Giants
- Vienna Vikings
- Berlin Adler

### Squadre partecipanti alla prima fase
- Danube Dragons
- Prague Panthers
- Calanda Broncos
- Helsinki Wolverines
- Panthers Parma
- L'Hospitalet Pioners
- Badalona Dracs
- Flash de La Courneuve
- Schwäbisch Hall Unicorns
- London Blitz

## Stagione regolare

### Calendario

#### 1ª giornata
| Parma 24 marzo 2012, ore 15:00 CEST | Panthers Parma | 30 – 6 (7-0 90 0-0 14-6) referto | Badalona Dracs | Stadio XXV Aprile |

#### 2ª giornata
| La Courneuve 7 aprile 2012, ore 19:00 CEST | Flash de La Courneuve | 6 – 7 (0-7 6-0 0-0 0-0) referto | London Blitz | Stade Géo André |

#### 3ª giornata
| Londra 21 aprile 2012, ore 15:00 CEST | London Blitz | 21 – 14 (7-6 7-8 7-0 0-0) referto | L'Hospitalet Pioners | Finsbury Park Stadium |

| Badalona 21 aprile 2012, ore 17:00 CEST | Badalona Dracs | 6 – 44 (0-10 6-14 0-7 0-13) referto | Schwäbisch Hall Unicorns | Estadio Pomar |

| Coira 21 aprile 2012, ore 18:00 CEST | Calanda Broncos | 49 – 6 (0-0 14-0 14-6 21-0) referto | Helsinki Wolverines | Stadion Ringstrasse |

#### 4ª giornata
| Vienna 29 aprile 2012, ore 15:00 CEST | Danube Dragons | 34 – 41 (7-7 6-6 7-14 14-14) referto | Prague Panthers | Stadion Stadlau |

#### 5ª giornata
| Schwäbisch Hall 5 maggio 2012, ore 16:00 CEST | Schwäbisch Hall Unicorns | 44 – 14 (3-0 25-6 6-0 10-8) referto | Panthers Parma | Hagenbachstadion |

| L'Hospitalet de Llobregat 5 maggio 2012, ore 17:00 CEST | L'Hospitalet Pioners | 14 – 27 (0-0 0-14 7-13 7-0) referto | Flash de La Courneuve | Complex Esportiu de l'Hospitalet Nord |

| Vantaa 5 maggio 2012, ore 18:00 CEST | Helsinki Wolverines | 36 – 52 (7-21 7-14 6-7 16-10) referto | Calanda Broncos | ISS Stadium |

### Classifiche
Le classifiche della regular season sono le seguenti:
- PCT = percentuale di vittorie, G = partite giocate, V = partite vinte,  P = partite perse, PF = punti fatti, PS = punti subiti

#### Gruppo 1
| Pos. | Squadra         | PCT   | G | V | N | P | PF | PS |
| ---- | --------------- | ----- | - | - | - | - | -- | -- |
| 1    | Prague Panthers | 1.000 | 1 | 1 | 0 | 0 | 41 | 34 |
| 2    | Danube Dragons  | .000  | 1 | 0 | 0 | 1 | 34 | 41 |

#### Gruppo 2
| Pos. | Squadra             | PCT   | G | V | N | P | PF  | PS  |
| ---- | ------------------- | ----- | - | - | - | - | --- | --- |
| 1    | Calanda Broncos     | 1.000 | 2 | 2 | 0 | 0 | 101 | 42  |
| 2    | Helsinki Wolverines | .000  | 2 | 0 | 0 | 2 | 42  | 101 |

#### Gruppo 3
| Pos. | Squadra                  | PCT   | G | V | N | P | PF | PS |
| ---- | ------------------------ | ----- | - | - | - | - | -- | -- |
| 1    | Schwäbisch Hall Unicorns | 1.000 | 2 | 2 | 0 | 0 | 88 | 20 |
| 2    | Panthers Parma           | .500  | 2 | 1 | 0 | 1 | 44 | 50 |
| 3    | Badalona Dracs           | .000  | 2 | 0 | 0 | 2 | 12 | 74 |

#### Gruppo 4
| Pos. | Squadra               | PCT   | G | V | N | P | PF | PS |
| ---- | --------------------- | ----- | - | - | - | - | -- | -- |
| 1    | London Blitz          | 1.000 | 2 | 2 | 0 | 0 | 28 | 20 |
| 2    | Flash de La Courneuve | .500  | 2 | 1 | 0 | 1 | 33 | 21 |
| 3    | L'Hospitalet Pioners  | .000  | 2 | 0 | 0 | 2 | 28 | 48 |

## Playoff

### Tabellone
|  | Quarti di finale | Quarti di finale         | Quarti di finale |                |             | Semifinale     | Semifinale | Semifinale |  |  | Eurobowl XXVI | Eurobowl XXVI   | Eurobowl XXVI |
|  |                  |                          |                  |                |             |                |            |            |  |  |               |                 |               |
|  |                  | Tirol Raiders            | 56               |                |             |                |            |            |  |  |               |                 |               |
|  | 1-1              | Prague Panthers          | 14               |                |             |                |            |            |  |  |               |                 |               |
|  | 1-1              | Prague Panthers          | 14               |                |             | Tirol Raiders  | 3          |            |  |  |               |                 |               |
|  |                  |                          |                  |                |             | Tirol Raiders  | 3          |            |  |  |               |                 |               |
|  |                  | 1-2                      | Calanda Broncos  | 35             |             |                |            |            |  |  |               |                 |               |
|  |                  | 1-2                      | Calanda Broncos  | 35             | Graz Giants | 14             |            |            |  |  |               |                 |               |
|  |                  |                          |                  |                | Graz Giants | 14             |            |            |  |  |               |                 |               |
|  | 1-2              | Calanda Broncos          | 19               |                |             |                |            |            |  |  |               |                 |               |
|  |                  |                          |                  |                |             |                |            |            |  |  | 1-2           | Calanda Broncos | 27            |
|  |                  |                          |                  | Vienna Vikings | 14          |                |            |            |  |  |               |                 |               |
|  |                  | Vienna Vikings           | 25               |                |             |                |            |            |  |  |               |                 |               |
|  | 1-3              | Schwäbisch Hall Unicorns | 13               |                |             |                |            |            |  |  |               |                 |               |
|  | 1-3              | Schwäbisch Hall Unicorns | 13               |                |             | Vienna Vikings | 34         |            |  |  |               |                 |               |
|  |                  |                          |                  |                |             | Vienna Vikings | 34         |            |  |  |               |                 |               |
|  |                  |                          | Berlin Adler     | 7              |             |                |            |            |  |  |               |                 |               |
|  |                  | Berlin Adler             | Berlin Adler     | 7              | 21          |                |            |            |  |  |               |                 |               |
|  |                  | Berlin Adler             |                  |                | 21          |                |            |            |  |  |               |                 |               |
|  | 1-4              | London Blitz             | 15               |                |             |                |            |            |  |  |               |                 |               |

### Quarti di finale
| Graz 26 maggio 2012, ore 15:00 CEST | Graz Giants | 14 – 19 (7-2 0-7 0-3 7-7) referto | Calanda Broncos | Stadion Eggenberg |

| Wattens 26 maggio 2012, ore 20:00 CEST | Tirol Raiders | 56 – 14 (21-0 21-7 14-7 0-0) referto | Prague Panthers | Alpenstadion |

| Berlino 27 maggio 2012, ore 14:00 CEST | Berlin Adler | 21 – 15 (7-0 0-12 7-3 7-0) referto | London Blitz | Friedrich-Ludwig-Jahn-Sportpark |

| Vienna 27 maggio 2012, ore 15:00 CEST | Vienna Vikings | 25 – 13 (3-10 9-3 6-0 7-0) referto                                                                                    | Schwäbisch Hall Unicorns | Generali-Arena |
| Daum Q1 ( FG ) 45yd Stevens Q2 ( TD ) 74yd pass from Gross Daum Q2 ( pat ) Bubik Q2 ( saf ) Thornhill Q3 ( TD ) 2yd run Thornhill Q4 ( TD ) 12yd run Daum Q4 ( pat ) Marcatori J. Brenner Q1 ( TD ) 33yd pass from Spitzlberger DeVincentis Q1 ( pat ) DeVincentis Q1 ( FG ) 34yd DeVincentis Q2 ( FG ) 27yd |                | |                          |                |
| |                | |                          |                |
| Daum Q1 (FG) 45yd Stevens Q2 (TD) 74yd pass from Gross Daum Q2 (pat) Bubik Q2 (saf) Thornhill Q3 (TD) 2yd run Thornhill Q4 (TD) 12yd run Daum Q4 (pat) | Marcatori      | J. Brenner Q1 (TD) 33yd pass from Spitzlberger DeVincentis Q1 (pat) DeVincentis Q1 (FG) 34yd DeVincentis Q2 (FG) 27yd |                          |                |

### Semifinali
| Innsbruck 16 giugno 2012, ore 20:00 CEST | Tirol Raiders | 3 – 35 (0-14 3-14 0-0 0-7) referto | Calanda Broncos | Tivoli-Neu Stadion (5000 spett.) |

| Vienna 17 giugno 2012, ore 15:00 CEST | Vienna Vikings | 34 – 7 (3-7 17-0 7-0 7-0) referto                            | Berlin Adler | Hohe Warte Stadion (5000 spett.) |
| Daum 8':23" Q1 ( FG ) 25yd Walch 11':53" Q2 ( TD ) 35yd pass from Gross Daum Q2 ( pat ) Thornhill 8':18" Q2 ( TD ) 9yd run Daum Q2 ( pat ) Daum 0':29" Q2 ( FG ) 26yd Gross 7':17" Q3 ( TD ) 1yd run Daum Q3 ( pat ) Blach 4':19" Q4 ( TD ) 38yd run Daum Q4 ( pat ) Marcatori Meadows 8':23" Q1 ( TD ) 4yd pass from Good Scharweit Q1 ( pat ) |                |                                                              |              |                                  |
| |                |                                                              |              |                                  |
| Daum 8':23" Q1 (FG) 25yd Walch 11':53" Q2 (TD) 35yd pass from Gross Daum Q2 (pat) Thornhill 8':18" Q2 (TD) 9yd run Daum Q2 (pat) Daum 0':29" Q2 (FG) 26yd Gross 7':17" Q3 (TD) 1yd run Daum Q3 (pat) Blach 4':19" Q4 (TD) 38yd run Daum Q4 (pat)                                                                                                | Marcatori      | Meadows 8':23" Q1 (TD) 4yd pass from Good Scharweit Q1 (pat) |              |                                  |

### Eurobowl XXVI
| Arbitro: | J. Reyes |

| |           |                                                                           |
| Steffani Q1 (TD) 80yd pass from M. Glavic Wolfe Q1 (TD) 17yd pass from M. Glavic ? Q1 (pat) Wolfe Q2 (TD) 4yd run ? Q2 (pat) Wolfe Q4 (TD) 23yd run M. Glavic Q4 (tpc) rush | Marcatori | Thornhill Q2 (TD) 9yd run ? Q2 (pat) Thornhill Q2 (TD) 1yd run ? Q2 (pat) |

## Verdetti
- Calanda Broncos Campioni d'Europa 2012 (1º titolo)